# (9573) Matsumotomas
(9573) Matsumotomas est un astéroïde de la ceinture principale.

## Description
(9573) Matsumotomas est un astéroïde de la ceinture principale. Il fut découvert le 16 octobre 1988 à Kitami par Kin Endate et Kazuro Watanabe. Il présente une orbite caractérisée par un demi-grand axe de 2,92 UA, une excentricité de 0,09 et une inclinaison de 2,5° par rapport à l'écliptique.

## Compléments